# Municipio de Colome
El municipio de Colome (en inglés: Colome Township) es un municipio ubicado en el condado de Tripp en el estado estadounidense de Dakota del Sur. En el año 2010 tenía una población de 75 habitantes y una densidad poblacional de 0,82 personas por km².

## Geografía
El municipio de Colome se encuentra ubicado en las coordenadas 43°18′2″N 99°42′7″O / 43.30056, -99.70194. Según la Oficina del Censo de los Estados Unidos, el municipio tiene una superficie total de 91.93 km², de la cual 91,89 km² corresponden a tierra firme y (0,05 %) 0,04 km² es agua.

## Demografía
Según el censo de 2010, había 75 personas residiendo en el municipio de Colome. La densidad de población era de 0,82 hab./km². De los 75 habitantes, el municipio de Colome estaba compuesto por el 94,67 % blancos, el 4 % eran amerindios, el 1,33 % eran asiáticos. Del total de la población el 0 % eran hispanos o latinos de cualquier raza.